# Ixodes gibbosus
Ixodes gibbosus este o specie de căpușe din genul Ixodes, familia Ixodidae, descrisă de Thomas Nuttall în anul 1916. Conform Catalogue of Life specia Ixodes gibbosus nu are subspecii cunoscute.